# Schlange (Wappentier)

Schlange im Wappen der Gemeinde Schlangen – ein redendes Wappen

Wappen von Herongen mit Ouroboros

Eine ein Kind ausspuckende Schlange (Biscione) als Wappen der Visconti

Die Schlange ist in der Heraldik als Wappentier eine gemeine Figur.
Sie gilt als Symbol der Unsterblichkeit und des ewigen Lebens und hat auch als Attribut von Heiligen den Weg in die Wappen geschafft. Die Wilburgis ist im Wappen durch eine Schlange erkennbar. Auch der hl. Benedikt, mit Giftschale und Schlange, hat das Tier als Attribut.
Allgemeine Bekanntheit hat die Äskulapschlange erreicht. Sie stellt das Symbol des Arztes dar. Zwei sich um einen Stab windende Schlangen sind charakteristisch für den Hermesstab, das Symbol des Handels. Die Schlange hat als Tier der Mythologie sehr viele Facetten in der Kultur, im Film, in der Literatur und auf vielen anderen Gebieten, so dass die Übernahme in die Heraldik eine Folge ist.
Sie ist keiner speziellen Art der natürlichen Schlangen nachgebildet. Im Wappen wird eine stilisierte Schlange verwendet, die den heraldischen Wünschen des Wappenträgers nachkommt. Sie kann gekrönt, mit pfeilspitzer oder gespaltener Zunge, geringelt, verknotet oder nur andere Wappenfiguren umringelnd dargestellt werden. Beliebt ist auch der Schlangenring, bei der sich das Tier in den eigenen Schwanz verbeißt. In dieser Stellung ist sie ein Symbol für die Unsterblichkeit und für das ewige Leben. Die Feuerschlange Aspis ist ein Abzeichen der Schmiede. Eine bevorzugte Richtung im Wappen wie bei den anderen Wappentieren gibt es nicht. Es sind alle heraldischen Farben möglich, nur sollten die Farbregeln eingehalten werden.
In einigen Wappen ähnelt die Schlange einem Fabeltier. Sie wird dann mit den Hinterbeinen eines Löwen gezeigt, was aber mehr dem Lindwurm entspricht. Die Schlange kann auch geflügelt sein wie im Wappen von Villelongue (Frankreich) und Lucas Cranach d. Ä. Die Schlange wird auch häufig anderen Wappentieren in den Schnabel gesteckt. Beispiel ist der Storch.
Im Wappen der russischen Orlows ist sie eine Hydra.
In alten Wappendarstellungen hatte die Schlange Ohren und einen schnabelförmige Maul. Gelegentlich wurde sie auch mit einem Haarschopf angetroffen.

## Beispiele
- Im Wappen von Mexiko und auf der Fahne ist die Schlange im Schnabel eines Adlers zu sehen.
- Der Autobauer Alfa Romeo hat sein Firmenzeichen mit dem Wappen der Stadt und des Herzogtums Mailand kombiniert. Hier ist es kein Wappen, sondern ein Logo.
- Auch auf dem Einheitsabzeichen beim Einsatzkommando Cobra sowie beim Äskulapstab sind je eine Schlange vertreten.
- Das Wappen von Gutweiler zeigt u. a. den Schlangenstab als Attribut der Ortspatrone Cosmas und Damian.

Bad Warmbrunn (Polen)
Baja (Ungarn)
Balsthal (Schweiz)
Bellinzona (Schweiz)
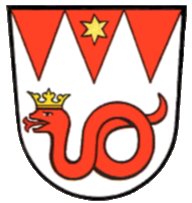
Dagersheim
Elz
Gars am Inn
Listringen mit Auge der Vorsehung
Martinique (Übersee-Département von Frankreich)
Pijnacker-Nootdorp (Niederlande)
Schlangenbad
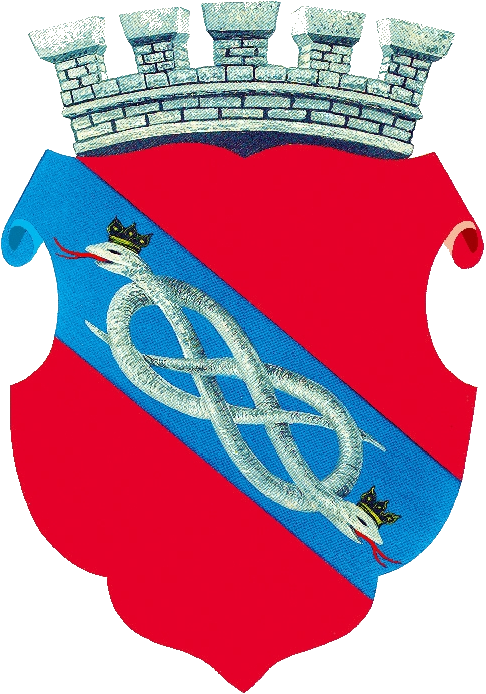
Schrems (Österreich)
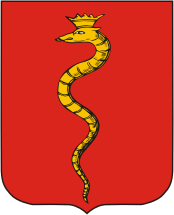
Smijiw (Ukraine)
Villelongue (Frankreich)